# Loup-garou : L'Apocalypse
 (septembre 2023).
Si vous disposez d'ouvrages ou d'articles de référence ou si vous connaissez des sites web de qualité traitant du thème abordé ici, merci de compléter l'article en donnant les références utiles à sa vérifiabilité et en les liant à la section « Notes et références ».
Loup-garou : L'Apocalypse (en anglais : Werewolf: The Apocalypse) est un jeu de rôle contemporain-fantastique, publié par White Wolf Publishing et est édité en français par Hexagonal puis par Arkhane Asylum Publishing. Le cadre du jeu est le monde des ténèbres.

## Concept de base
Le jeu propose d'incarner des loups-garous, créatures mi-homme mi-loup, mi-physique mi-esprit, qui tentent d'empêcher la fin du monde.
Le personnage est divisé entre sa forme de naissance, sa tribu et son auspice.
Il existe 3 formes de naissance : Homidé, Lupus et Métis.
Il existe 13 tribus dans la nation Garou : Arpenteurs Silencieux, Astrolâtres, Crocs d’Argent, Enfants de Gaïa, Fiannas, Fils de Fenris, Furies Noires, Griffes Rouges, Marcheurs sur Verre, Rongeurs d’Os, Seigneurs de l’Ombre, Uktenas et Wendigos.
Il existe 5 auspices : Ahroun, Gaillard, Philodox, Théurge et Ragabash. Elles sont déterminées par la phase de la Lune sous laquelle le loup-garou est né.

## Mythologie du loup-garou
Les garous ont une double nature, ils appartiennent au monde réel, celui où vivent les humains, et au monde des esprits nommé Umbra. Parmi ces esprits, trois sont à l'origine du monde, à savoir le Sauvage (ou Kaos), la Tisseuse (ou Tisserand) et le Ver.
À l'origine, le Sauvage, qui représente l'énergie brute du monde, tant son potentiel créatif, que son aspect chaotique et destructif, permet toute chose, mais la modifie instantanément. Vient alors le rôle de la Tisseuse, qui canalise cette énergie, et tisse la Toile du Motif, c'est-à-dire la réalité : elle représente donc tout ce qui est progrès réfléchi et fige les créations du Sauvage, leur permettant ainsi d'exister. Enfin, le Ver, le destructeur, jouait un rôle de régulateur dans le duo précédent, empêchant le Sauvage de créer et de changer continuellement et empêchant la Tisseuse de figer toute chose dans la Toile du Motif, afin de garder une certaine harmonie.
Selon la légende la plus couramment acceptée, la Tisseuse serait devenue folle, se mettant à tisser toujours plus vite, essayant de fixer une fois pour toutes la réalité, d'emprisonner toute chose dans la Toile. Le Ver s'emballa, lui aussi, tentant de suivre le rythme afin de compenser par la destruction, l'expansion de la Tisseuse. Le Ver se retrouva prisonnier de la Toile, et devint fou, à son tour, abandonnant son rôle d'équilibre pour revêtir celui de destructeur irraisonné, amenant corruption, haine, pollution, et bien d'autres vices sur Terre.
Les garous sont les guerriers de Gaïa, esprit issu du Sauvage, représentant la planète Terre, et sont le dernier rempart entre sa disparition annoncée par l'Apocalypse, que le Ver apportera en son heure.

## L'Umbra
L'Umbra, le monde des esprits, est en partie le reflet de la réalité, bien qu'elle continue bien au-delà ; généralement, les loups-garous ne connaissent que l'Umbra proche, qui ressemble à la terre, mais où les sensations sont plus ressenties que perçues. Chaque action dans le monde réel ou dans l'Umbra a un effet sur l'autre, plus ou moins important. Ainsi, si tous les esprits-corbeaux disparaissaient, les corbeaux terrestres mourraient à court terme. Un vieil immeuble pourra avoir un esprit qui lui est lié, alors qu'une construction temporaire ne laissera aucune trace.
Le monde réel et l'Umbra sont séparés par une membrane psychique que les loup-garous peuvent traverser, qui se nomme le goulet, créée par la Tisseuse. Ainsi, le goulet est plus difficile à franchir là où la Tisseuse est forte, par exemple en ville, et plus faible ailleurs, en campagne ou dans les contrées inexplorées.

## Le garou

### Les différentes formes
Il peut revêtir cinq formes distinctes, allant de la forme humaine (appelée forme homidée) à la forme de loup (lupus), en passant par le glabro (quasi-humain), le crinos (forme loup-garou, qui peut faire dans les trois mètres debout, et dans les 500 kg), et l’hispo (quasi-loup ressemblant à la bête du Gévaudan). Chaque forme change les attributs physiques du personnage, notamment sa force et son endurance. Chaque changement de forme se fait à volonté, de jour comme de nuit.

### La reproduction
Les garous sont une race capable de se reproduire aussi bien avec des loups qu'avec des humains, adaptant leur forme à celle de leur partenaire. L'enfant qui naît de cette union a la forme de sa mère, que la mère soit ou non garou.
Les garous sont une race en voie d'extinction car seul un enfant sur dix, issu de ces unions, se révèle un véritable garou ; les autres ne sont que des parents, c'est-à-dire qu'ils sont des individus normaux de leur espèce respective mais immunisé au voile. Cet héritage peut également se transmettre à travers de multiples générations et un parent peut donner naissance à un garou même si son partenaire est un simple humain ou un simple loup. Il suffit qu'il soit le descendant direct d'un ancêtre garou.
La faculté de changer de forme du garou ne se développe qu'à la puberté, et parfois plus tardivement. On nomme cet évènement le Premier changement. Avant cette période, le jeune garou vit sous sa forme de naissance.
Lorsque deux garous s'accouplent, la mère se voit forcée de conserver la forme crinos dès le troisième mois de gestation. Elle donne naissance à un enfant ayant la forme hybride du crinos, forme qu'il garde jusqu'à son Premier changement. Les enfants issus de telles unions souffrent toujours d'une difformité, sont stériles et généralement mal considérés, voir rejetés par la société garou. On les nomme Métis. Cet état de fait mena à l'instauration de la première loi de la Litanie, l'interdiction de l'accouplement entre garous.

### Les auspices
Chaque garou voit sa destinée tracée à la naissance par la phase de la lune sous laquelle il est né : plus cette phase sera proche de la pleine lune, plus le garou sera rempli de rage.
À la pleine lune, naissent les Ahroun qui sont les guerriers. À la lune gibeuse, naissent les Galliards qui sont les conteurs et les gardiens des traditions de la tribu. À la demi-lune, naissent les Philodox qui sont les juges. À la lune en croissant, naissent les Théurges, qui sont les sages, proches des esprits et de la magie. À la nouvelle lune, naissent les Ragabash, qui sont les filous, les bouffons et les manipulateurs, qui n'hésitent pas à se moquer des chefs et des traditions, remplissant ainsi leur devoir, qui est de penser « autrement ».

### Magie
Pour les aider dans leur lutte incessante contre le Ver, Gaïa a fourni à ses guerriers, outre une force considérable sous forme crinos, une grande capacité de régénération : un garou agonisant sera parfaitement guéri en moins de vingt secondes si les dégâts reçus ne sont pas trop graves, en une petite semaine si les dégâts sont d'origine surnaturelle ou causés par l'argent-métal. De plus, les esprits qui lui sont dévoués offrent aux garous des dons et leur permet d'user de magies diverses.

### La rage
Les loups-garous, de par leur nature surnaturelle, ont une colère elle aussi surnaturelle, nommée rage. Elle leur permet des prouesses physiques incroyables, mais en contrepartie peut les rendre fou furieux et entraîner la frénésie, déchaînant le loup-garou en forme crinos sur tout ce qui passe à leur portée.
Les garous sont plus susceptibles à la colère les soirs de pleine lune, d'où les légendes humaines affirmant que le loup-garou est un humain se transformant uniquement ces soirs là.

### La gnose
À l'opposé de la rage, les loups-garous ont une sensibilité au monde des esprits représentés par la gnose, qui définit leur affinité à l'Umbra et aux esprits, qui leur permet d'utiliser divers dons et fétiches, objets habités par un esprit lui conférant ainsi un pouvoir magique. 

### Les caerns
Les caerns sont des lieux sacrés pour les garous, où le goulet est plus faible qu'ailleurs, augmentant ainsi leur contacts avec les esprits, et sont toujours considérés comme des sanctuaires.

## Relations avec les humains
Les humains, dans leur grande majorité, ignorent l'existence des loups-garous ; en effet, à une époque, les loups-garous contrôlaient l'expansion humaine en tuant les humains surnuméraires. De cette époque nommée Impergium, les humains gardent une peur panique des loup-garous : leur esprit refuse de croire qu'ils en voient un, si tel est le cas, et rationalisera en parlant de gros ours, ou en prétextant une hallucination. Certaines conditions permettent aux humains de résister à ce réflexe mental. Il ne sera, par exemple, pas affecté par une photo ou une vidéo ou à grande distance d'un loup garou en crinos.
Cet effet, que les loups-garous nomment le voile, est considéré comme un don de Gaïa, et leur permet d'agir en toute discrétion.

## Adaptations
Un jeu PlayStation et Sega Saturn intitulé Werewolf: The Apocalypse a été annoncé par Capcom mais annulé au début de l'année 1997. Un jeu d'aventure sur PC nommé Werewolf: The Apocalypse - Heart of Gaia a été développé par DreamForge Intertainment, mais la société a fait faillite en 2001 avant que le jeu ne soit terminé.
Loup-garou : L'Apocalypse est adapté en 2021 en jeu vidéo sur PC (Windows), PlayStation 4 et Xbox One sous le titre Werewolf: The Apocalypse - Earthblood.